# حب الذات

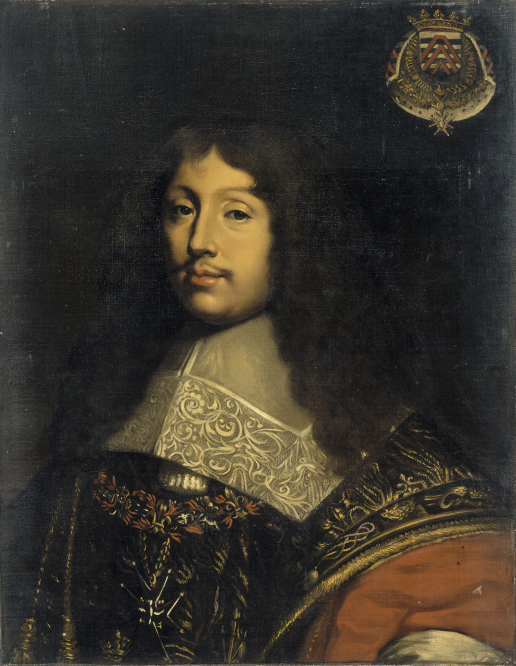

## حب النفس
يرى في كثير من الأحيان أن حب النفس عيب أخلاقي وأقرب إلى الغرور والأنانية. يصف لاحقا بأن حب النفس يعتبر سعادة المرء أو مزياه. ومن مرادفات هذا المفهوم: حب الذات، الغرور، الاستعلاء، الأنانية وغيرها الكثير.

## الآراء التقليدية
يعتبر سيسرو بإن أولئك الذين (يحبون أنفسهم بدون منافسين) كان مصيرهم ينتهي بالفشل- وهو الموضوع الذي اعتمده فرانسيس بيكون في ادانته لمحبي النفس بشكل مبالغ، بأنهم هم الذين يحرقون منازلهم فقط لشواء بيضة لأنفسهم. 
تم الاعتراف لأول مره بمصطلح حب الذات في عام 1563، والذي تمت دراسته لاحقاً على يد الفلاسفة وليام جيمس واريك فورم. الذين درسوا السلوك الإنساني العاطفي مثل احترام الذات وتقدير الذات.ومع ذلك، تم تعريفه لاحقا في 1956 بواسطة الطبيب النفساني والفيلسوف الاجتماعي إريك فروم. إريك فووم الذي بدوره عرض ان محبة المرء لنفسه تختلف عن كونه مغروراً، متغطرساً، أو انانياً، مما يعني أنه عوضا من ذلك يعتني بنفسه ويتحمل مسؤولية نفسه. 
```
الا أنه، أوسطين - ونظرته للشر في 
علم اللاهوت
 بإنه مجرد تشويه أو تحريف للخير، واعتبر بأن خطيئة الكبرياء ماهي إلا انحراف طبيعي ومتواضع أكثر من حب الذات.
```

## إعادة تفسيرات القرن العشرين
اقترح اريك فروم إعادة تقييم حب الذات بمعنى أكثر ايجابيه بحجة أن تكون قادرا حقا على حب شخص اخر، يحتاج الشخص أولا إلى أن يحب نفسه في سبيل احترام نفسه على سبيل المثال: كونه واقعيا وصادقا بشأن مواطن قوته وضعفه. 
كتب اريك.هـ. اريكسون رأياً مماثلاً بشأن تقدير ما بعد النرجسية لقيمة الأنا، في حين رأى كارول روجرز نتيجة واحدة من العلاج الناجح بأنها استعادة شعور هادئ من المتعة في أن يكون المرء نفسه. 
في وقت لاحق، تم تعريف مصطلح حب الذات أو تقدير الذات من قبل أ.ب.جريج وس.سينديكدس في 2003 "مشيرا إلى إنه تقييم ذاتي من قبل الشخص لنفسه للكشف عن جوهره سلباً أو إيجاباً. وصف روبرت وزنك نظرية وليام جيمس احترام الذات، وادعى انه تم قياس حب الذات في ثلاث جوانب مختلفة ولكن مترابطة: الذات المادية (هي كل تلك الجوانب من الوجود المادي التي نشعر تجاهها بإحساس قوي بالملكية، اجسادنا، عائلاتنا، وممتلكاتنا) والذات الاجتماعية (علاقتنا الاجتماعية الشعر), والذات الروحية (شعورنا بذاتية أنفسنا). 

## الصحة العقلية
وصف مصطلح الصحة العقلية لأول مره من قبل وليام سويتر سنة (1797-1875) بأنها المحافظة على "الصحة العقلية". وقد تجلى تحليله في مقال له "اعتدال المجتمع" نشرت في 26 أغسطس 1830، التي ادعت أن هذه الصيانة المنتظمة للصحة العقلية قد احدثت أثرا إيجابيا على رفاهية الأفراد والمجتمع. ووفقا للرابطة الأمريكية لعلم الانتحار، كان هناك 44,193 منتحر في 2015عام فقط. ومنهم شباب تتراوح اعمارهم بين 15-24 سنه. ويتزايد عدد حالات الانتحار بين المراهقين والشباب في كل عام بمعدل ينذر بالخطر. وأجرت الرابطة دراسة في 2008 بحثت فيها عن أثر تدني احترام الذات وعلاقته بالميول والمحاولات الانتحارية. تتعرف رابطة حب الذات بأنه معتقدات المرء بشأن نفسه (الذات القائمة على احترام النفس) ومعتقدات الآخرين بكيفية النظر لذات الشخص (احترام الذات القائم على معتقدات الآخرين). وخلصت الدراسة إلى أن لأثار المترتبة على عوامل سرعة التأثر للنزعة الانتحارية هي"الاكتئاب، اليأس، انخفاض تقدير الذات.

## تاريخها
روج لأول مرة لمفهوم حب الذات في السنوات الأولى من العصر الهيبي المعروف ايضاً ب (جيل بيت) 
في عام 1960. بعد أن شوهدت العواقب المدمرة للحرب العالمية الثانية، ومع وجود قوات لاتزال تقاتل في حرب الفيتنام. بدأت المجتمعات الغربية (ولاسيما أمريكا الشمالية) في تعزيز «السلام والحب» وذلك للمساعدة في توليد الإيجابية وتعزيز الحفاظ على العوامل البيئية المبددة مثل ظهور خطوط أنابيب النفط، والاعتراف بالتلوث الناجم عن تأثير الاحتباس الحراري. 
تسببت هذه الظروف المعيشية المتدهورة في احتجاجات عالمية ركزت في أساسها على إنهاء الحرب، ولكنها روجت أيضاً لبيئة إيجابيه بمساعدة من المفهوم الأساسي علم نفس الحشود. تُرك هذا المجتمع بعد الحرب عرضة للإقناع ولكنه بدأ في تشجيع الحرية والوئام وإمكانية العيش في مستقبل مشرق ومسالم. وقد حدثت هذه الاحتجاجات في جميع القارات تقريبا وشملت بلدن مثل الولايات المتحدة (بصورة واضحة مدينة نيويورك وكاليفورنيا) وانكلترا وأستراليا. عرف هذا الجيل بأنه جيل شجاع ويدعو إلى السلام بسبب ما قدمه من تفاني ومثابره وتعاطف إنساني. 
بدأ ظهور الحركة النسوية في أوائل القرن التاسع عشر ولكنها، لم تبدأ بتأثير كبير إلا خلال الموجة الثانية التي اشتملت احتجاجات لـحقوق المراءة، التي أدت حتما على حصول المراءة الحق في التصويت. ولم تعزز هذه الاحتجاجات المساواة فحسب، بل شجعت أيضا أن تعترف المراءة بقيمتها الذاتية من خلال معرفة وقبول الذات. استخدمت اليزابيث كادي ستناتون إعلان الاستقلال كمبدأ توجيهي لإثبات أن المراءة عوملت معامله قاسية طوال القرون. وفي مقالتها النسوية بعنوان "إعلان المشاعر" في المقال تدعي " أن جميع الرجال والنساء على قدم المساواة " وأن من بين هذه [الحقوق] : الحياة، الحرية، والسعي لتحقيق السعادة " وأنه بدون هذه الحقوق فإن القدرة على تقدير الذات وحب الذات شحيحة. وتشير مقالتها التاريخية إلى أن عدم احترام الذات والخوف من حب الذات يؤثران على المراءة الحديثة نظراً للظروف الجنسانية العالقة من عصر ما بعد الصناعة. 
تم ايضاً استخدام مفهوم حب الذات كأداة جذرية في المجتمعات الملونة في الولايات المتحدة. في السبعينات ظهور حركة القوة السوداء وكان شعارها «الأسود جميل» وأصبح وسيلة للأمريكيين من أصل إفريقي للتخلص من معايير جمال البيض غالبا. وكانت الثقافة الجمالية المهيمنة قبل السبعينات تسوية الشعر الأسود مع البيرم أو بالمشط الساخن. وفي أثناء حركة القوة السوداء أصبحت الـ«الأفرو» أو «فرو» تصفيفة الشعر الشعبية. إنها تنطوي على ترك الشعر الأسود ينمو بشكل طبيعي من دون علاج كيميائي، وذلك للتقبل والتباهي بملمس شعر أجعد للغاية من السود. وكان الشعر يختبر باستخدام مشط. وكان الهدف من ذلك تشكيل هاله حول الراس لتباهي بسواد من يرتديها.وكان هذا الشكل من الحب الذاتي والتمكين خلال 70 سنه وسيلة للأمريكيين من أصل أفريقي لمكافحة وصمة العار ضد ملمس الشعر الطبيعي، الذي كان ولايزال ينظر إليه بشكل غير مهني في مكان العمل الحديث. 
- الآن وفي عام 2019 عبرت ريوف عبد الكريم بأن حب الذات مهم جدا للشعور بأقصى مراحل بالسلام الداخلي وتجنب المشاكل في العلاقات بأن الاهتمام والحب والعواطف التي تعطيها لغيرك، نفسك احق بها ف بالاول اعطِ ذاتك لحد الاكتفاء ثم ابدا بالاخرين لكي لا تحتاج بعد ذلك لاشخاص يكملوك ولا تشعر مجدداً بانك نصف وتحتاج لاحد بان يكملك ((نفسك قبل كُل شيء)).